# 배지기
배지기는 씨름에서 상대를 쓰러뜨리기 위해 거는 기술을 말한다. 상대방을 앞으로 당겨 배 위로 들어올리면서 자기의 몸을 오른쪽으로 약간 돌리며 상대방을 옆으로 체어 넘어뜨리는 기술로 씨름에서 가장 기본적이고 대표적인 공격 기술이다. 

## 같이 보기
- 씨름